# Saint-Martial, Ardèche
Saint-Martial là một xã ở tỉnh Ardèche, vùng Auvergne-Rhône-Alpes ở đông nam nước Pháp.